# Liste der Baudenkmale in Bröbberow
In der Liste der Baudenkmale in Bröbberow sind alle Baudenkmale der Gemeinde Bröbberow (Landkreis Rostock) und ihrer Ortsteile aufgelistet (Stand 10. Februar 2021).

## Legende
In den Spalten befinden sich folgende Informationen:
- ID-Nr: Die Nummer wird von den Denkmalämtern der Landkreise vergeben. Wenn sie nicht bekannt ist, bleibt die Spalte leer. In dieser Spalte kann sich zusätzlich das Wort Wikidata befinden, der entsprechende Link führt zu Angaben zu diesem Denkmal bei Wikidata.
- Lage: die Adresse des Denkmales und die geographischen Koordinaten.
Link zu einem Kartenansichtstool, um Koordinaten zu setzen. In der Kartenansicht sind Denkmale ohne Koordinaten mit einem roten bzw. orangen Marker dargestellt und können in der Karte gesetzt werden. Denkmale ohne Bild sind mit einem blauen bzw. roten Marker gekennzeichnet, Denkmale mit Bild mit einem grünen bzw. orangen Marker.
- Bezeichnung: Bezeichnung, so wie sie in den offiziellen Listen der Denkmalämter steht. Ein Link hinter der Bezeichnung führt zum Wikipedia-Artikel über das Denkmal. Wenn die Bezeichnung der Denkmalämter inhaltlich fehlerhaft ist, ist in der Spalte „Beschreibung“ darauf hinzuweisen.
- Beschreibung: Beschreibung des Denkmales
- Bild: ein Bild des Denkmales und gegebenenfalls einen Link zu weiteren Fotos des Denkmals im Medienarchiv Wikimedia Commons

## Baudenkmale in den Ortsteilen

### Bröbberow
| ID | Lage                             | Bezeichnung                                                    | Beschreibung                                                                                    | Bild |
| -- | -------------------------------- | -------------------------------------------------------------- | ----------------------------------------------------------------------------------------------- | ---- |
|    | An der Beke 9, Wiesenweg (Karte) | Gutsanlage mit Gutshaus und 3 Stallspeichern (einer mit Göpel) | Einfaches Gutshaus von 1756 mit Zwerchgiebel und Krüppelwalmdach; Umbau zum Ferienhaus ab 2014. |      |

### Groß Grenz
| ID | Lage                    | Bezeichnung                                                                          | Beschreibung | Bild                                                                                 |
| -- | ----------------------- | ------------------------------------------------------------------------------------ | --- | ------------------------------------------------------------------------------------ |
|    | (Karte)                 | Kirche mit Glockenstuhl, Friedhof mit Tor, Kirche mit Glockenstuhl, Friedhof mit Tor | Gotischer Backsteinbau auf Feldsteinsockel vom 14. Jahrhundert; dreijochiges, kreuzrippengewölbtes Langhaus mit durch Triumphbogen abgeteilten Chor mit 5/8-Schluss; Sakristei vom 19. Jh., Kirchturm im 20. Jh. abgetragen; spätgotische Triumphkreuzgruppe, wohl vom 15. Jh. | Kirche mit Glockenstuhl, Friedhof mit Tor, Kirche mit Glockenstuhl, Friedhof mit Tor |
|    | Kirchenstraße 8 (Karte) | Hallenhaus und Scheune                                                               | Reetgedecktes Hallenhaus als Fachwerkbau mit Krüppelwalmdach | Hallenhaus und Scheune                                                               |

### Klein Grenz
| ID | Lage                 | Bezeichnung                        | Beschreibung                                             | Bild |
| -- | -------------------- | ---------------------------------- | -------------------------------------------------------- | ---- |
|    | Dorfstraße 1 (Karte) | Wohnhaus/Scheune/Stall mit Windrad | 2-gesch. Bau von um 1900 mit Satteldach und Zwerchgiebel |      |

## Quelle
Denkmalliste des Landkreises Rostock A ‐ Z (Stand: 10. Februar 2021; PDF, 497 KB)